# Avro
Avro byl britský letecký výrobce, který založili bratři Alliott Verdon Roe a Humphrey Verdon Roe 1. ledna 1910 v Manchesteru. Během 53 let své existence zůstalo sídlo společnosti povětšinou v Lancashire.
Za první světové války se zde vyráběl úspěšný typ Avro 504, který jako cvičný sloužil do roku 1933.
Po rozmachu objednávek během první světové války nastal v době míru jejich nedostatek, což způsobilo závažné finanční problémy. V srpnu 1920 bylo tedy 68,5% akcií firmy Avro získáno společností Crossley Motors, která naléhavě potřebovala další tovární prostor pro výrobu automobilových karoserií. V roce 1928 prodala společnost Crossley Motors firmu Avro holdingu Armstrong Siddeley. V roce 1928 A.V. Roe ze společnosti, kterou kdysi založil, odstoupil a založil novou společnost Saunders-Roe, která byla zaměřena na hydroplány a vznášedla. V roce 1935 se společnost Avro stala dceřinou společností firmy Hawker Siddeley. Během druhé světové války společnost Avro vyráběla slavný bombardér Avro Lancaster a po válce Avro Vulcan, nesoucí pumu Avro Blue Steel.
V červenci 1963 ji pohltila společnost Hawker Siddeley Aviation a název Avro se přestal používat.